# Javier Ibáñez
Pour les articles homonymes, voir Ibáñez.
Javier Ibáñez, né le 29 novembre 2001 à Vitoria-Gasteiz, est un coureur cycliste espagnol.

## Biographie
Javier Ibáñez prend sa première licence cycliste vers l'âge de dix ans au CD Ciclista Iturribero, à Durana. Il poursuit sa progression dans un club d'Aiara. Sportif polyvalent, c'est aussi un ancien nageur. Dans les catégories de jeunes, il pratique ces deux disciplines,. Il est notamment devenu champion du Pays basque du 800 mètres et du 1 500 mètres en nage libre. Sur route, il est sacré champion d'Alava du contre-la-montre cadets en 2017. Il devient également vice-champion provincial juniors en 2018.
En 2019, il intègre une équipe liée à la Fondation Víctor Sastre. Créée par le père de Carlos Sastre, il s'agit d'une école de cyclisme basée à El Barraco. Ce transfert l'amène à abandonner la natation pour se consacrer pleinement au vélo. Actif au niveau national, il obtient de bons résultats dans des courses par étapes. Il rejoint ensuite le club Lizarte, centre de formation de la structure Kern Pharma. Décrit comme un coureur « tout terrain », il décroche quatorze tops dix sur le circuit basque en 2021.
En 2022, il change de nouveau de maillot en intégrant la réserve de l'équipe Caja Rural-Seguros RGA. L'année suivante, il termine troisième du championnat d'Espagne du contre-la-montre espoirs. Stagiaire chez Caja Rural, il n'est pas toutefois retenu pour passer professionnel. Javier Ibáñez poursuit néanmoins la compétition en 2024. Lors de cette saison, il se fait remarquer par de bons résultats dans les manches de la Coupe d'Espagne amateurs. Grâce à ses performances, il parvient finalement à signer un premier contrat professionnel de deux ans.

## Palmarès et résultats

### Palmarès par année
- 2021
  - 2e du Challenge B-Guara 
  - 3e du San Bartolomé Sari Nagusia
  - 3e du Torneo Euskaldun
- 2022
  - 3e du Trofeo Iturmendi
  - 3e du San Roman Saria
- 2023
  - 3e de la Clásica Logroño-La Rioja
  - 3e du championnat d'Espagne du contre-la-montre espoirs
  - 3e du Grand Prix de Monpazier
- 2024
  - Oñati Proba
  - Prueba Alsasua
  - 2e du Circuito Guadiana
  - 2e de la Clásica Ciudad de Torredonjimeno
  - 3e du Gran Premio Primavera de Ontur

### Classements mondiaux
| Année                                 | 2023  |
| ------------------------------------- | ----- |
| Classement mondial                    | 2234e |
| UCI Europe Tour                       | 1344e |
|                                       |       |
| Légende : nc = non classéSource : UCI |       |